# Sean Foran
Sean Foran (15 december 1979) is een Australische jazzpianist en componist.
Foran studeerde jazzpiano aan het Queensland Conservatorium en daarnaast kunstmanagement aan de Queensland University of Technology. Vervolgens studeerde hij in het Verenigd Koninkrijk af als uitvoerend jazzmusicus aan het Leeds College of Music (distinction).
Op het conservatorium vormde hij in 1999 samen met Samuel Vincent (contrabas) en John Parker (drums) een pianotrio Misinterprotato dat later werd hernoemd tot Trichotomy. Het trio bracht diverse albums uit. Andere trio's waarmee hij albums uitbracht vormde hij met Noorse zanger Kari Bleivik en Belgische klarinettist Joachim Badenhorst ("Vehere") en met zijn landgenoten Kristin Berardi (zang) en Rafael Karlen (saxofoon).

## Discografie
- Transmission Point (2014, T-Toc Records)
- Frame of Reference (2016, eigen beheer)